# Wahnfried

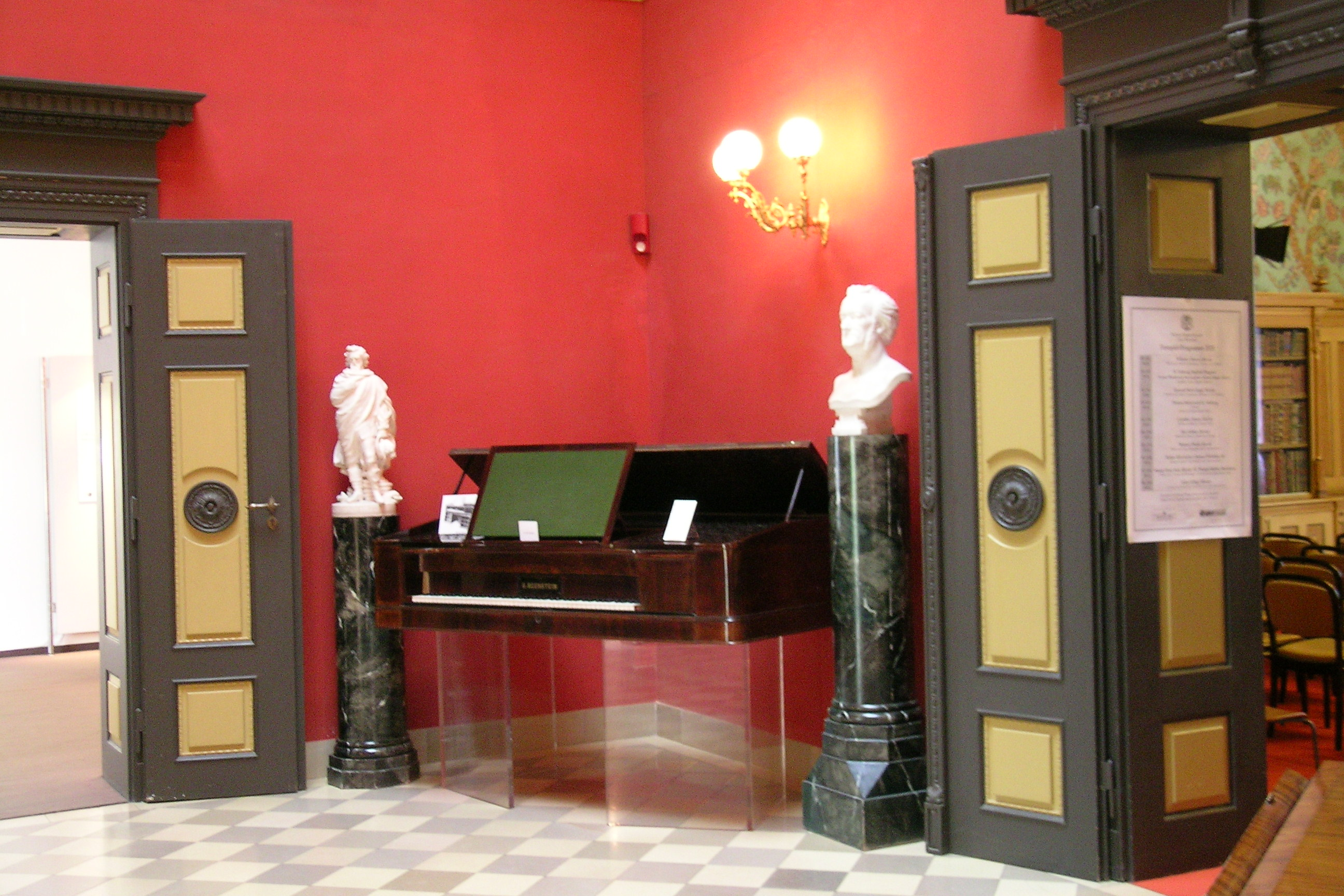
L'entrada

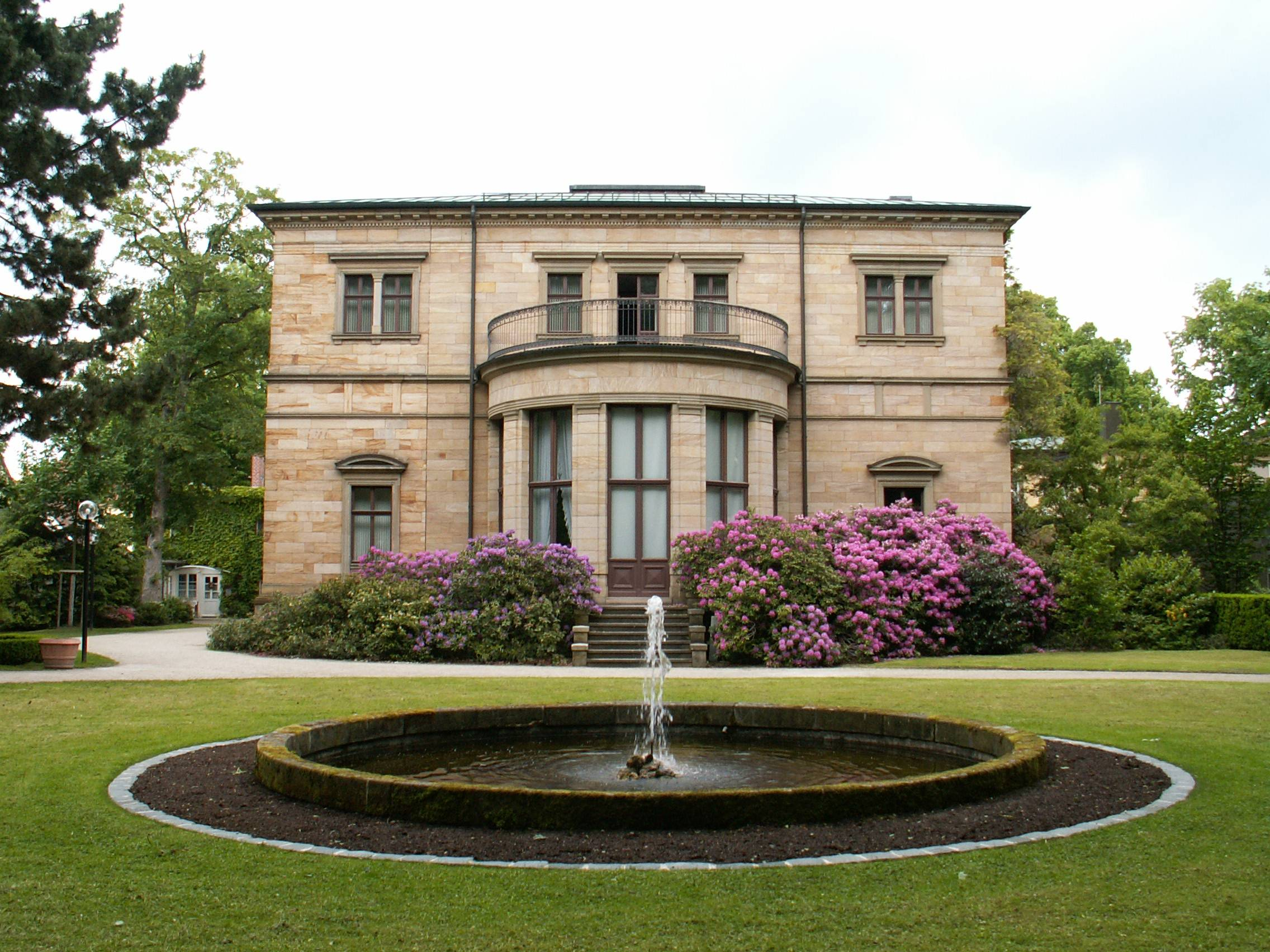
Part del darrere

Wahnfried és la casa on residia el compositor Richard Wagner i la seva família a la ciutat de Bayreuth al costat del teatre del Festival de Bayreuth. El nom uneix les paraules Wahn (deliri, bogeria) amb Fried(e) (pau, llibertat). S'ha convertit en un museu wagnerià des de 1976. Al jardí hi ha les tombes de Richard Wagner i Còsima Liszt, la seva dona, que s'hi uní el 1930.
La casa es va construir entre 1872 i 1874 sobre plànols de l'arquitecte berlinès Wilhelm Neumann i gràcies al patrocini del rei Lluís II de Baviera. Wagner va rebre per a la construcció una subvenció de 25.000 talers del rei, el seu amic, protector i mecenes. S'hi traslladà amb la seva dona Còsima i els seus fills, Daniela, Blandine, Isolda, Eva i Siegfried el 28 d'abril de 1874.
A Wahnfried Wagner va completar Götterdämmerung el 21 de novembre de 1874 i el 13 de gener de 1882 Parsifal.
L'ampliació de la família va requerir la construcció d'una ampliació el 1896, i més tard la casa es va anomenar de Siegfried-Wagner. Es va convertir el 1930 en residència per a persones de la família, i va donar la benvinguda a Arturo Toscanini, Richard Strauss i a un amic proper de Winifred Wagner, Adolf Hitler.
El 5 d'abril de 1945, l'edifici va ser destruït en gran part per una bomba incendiària.
La família Wagner viu a la casa fins a la mort de Wieland Wagner, el 1966, i continua sent-ne la propietària fins al 1973, quan Wolfgang Wagner la donà a la ciutat de Bayreuth. Després de la restauració, va reobrir les seves portes el 24 de juliol de 1976. Des de llavors ha estat la seu dels arxius nacionals i centre d'investigació de la Fundació Richard Wagner i el museu Richard Wagner.